# Zjednoczenie Słońca z Księżycem
Zjednoczenie Słońca z Księżycem (tyb. ཉི་ ཟླ་ ཁ་ སྦྱོར, Wylie: nyi zla kha sbyor) – tantra buddyjska wchodząca w skład „Siedemnastu Tantr Dzogczen” (tyb. རྫོགས་ཆེན་རྒྱུད་བཅུ་བདུན་, Wylie: rdzogs chen rgyud bcu bdun), na których bazuje cykl nintik (tyb. སྙིང་ཐིག་, Wylie: snying thig), najpopularniejszy system dzogczen obecnie nauczany w tradycji ningma buddyzmu tybetańskiego.

## Pochodzenie
Tantra dotyczy wczesnego rozwoju buddyzmu tybetańskiego czasów imperatora Trisong Decen (765–804) i miała być wtedy nauczana przez mahasiddhę Wimalamitra w ramach „Siedemnastu Tantr Dzogczen”. Według najwcześniejszej tybetańskiej „Wielkiej Historii” (Wylie: lo rgyus chen mo, napisana przez Siangtön Taszi Dordzie, Wylie: zhang ston bkra shis rdo rje, 1097–1167) Wimalamitra miał przekazać Siedemnaście Tantr dla Nyang Tyndzin Zangpo (Wylie: myang ting 'dzin bzang po), który ukrył je w małej świątyni nieopodal Lhasy. Tantry te odkrył Dangma Łungjel (Wylie: ldang ma lhun rgyal), który był opiekunem tej świątyni wieki później i przekazał je dla mahasiddhy Czetsün Sengé Łangczuk (Wylie: lce btsun seng ge dbang phyug; XI–XII w n.e.). Czetsün następnie przyczynił się do ich spopularyzowania.

## Znaczenie
Tantra opisuje doświadczenia, które ma przechodzić każda osoba w czasie swojego naturalnego procesu umierania, potem w czasie stanu pośmiertnego bardo dharmaty, następnie w czasie stanu pośmiertnego bardo stawania się w celu ponownego odrodzenia (reinkarnacji). Uczy jak zastosować instrukcje praktyk od mistrza dzogczen podczas bardo tego życia, jak utrzymywać rigpę podczas bardo umierania, jak rozpoznać rigpę w bardo dharmaty a jeśli to konieczne, jak zapewnić sobie odrodzenie w czystej krainie buddy w bardo stawania się, a na końcu jeśli to się nie powiedzie, jak pomyślnie się odrodzić w świecie by praktykować ponownie dzogczen. Tantra jest często cytowana, w zakresie powyższych instrukcji, w głównym podręczniku do dzogczen obecnie używanym w tradycji ningma o skróconej nazwie „Jesie Lama” autorstwa Dzigme Lingpy. Zawiera m.in. opisy etapów rozpadu podczas umierania i następne etapy w bardo dharmaty opisane w artykule proces umierania w teorii wadżrajany. Tantra np. opisuje, że to właśnie w bardo dharmaty, w etapie zwanym zjednoczenie (Wylie: zung 'jug), pojawiają się bardzo wyraźnie postacie "bóstw" sfer "pięciu rodzin buddów" i wtedy mogą nastąpić rozpoznania zwane jako " światło otwierające rigpę" i "rigpa otwierająca światło".